# Небојша Павловић
Небојша Павловић је ванредни професор Факултет за хотелијерство и туризам у Врњачкој Бањи чланице Универзитет у Крагујевцу.

## Биографија
Рођен je 1961. године у Рачи поред Крагујевца, долази из угледне српске породице просветних радника. Након завршене основне школе у Рачи, завршава прву крагујевачку гимназију као ученик генерације. Након завршене гимназије уписује Факултет политичких наука у Београду 1979. где је дипломирао 1983. године.

## Каријера
Своју богату каријеру започиње тако што се враћа у родни крај и ради најпре као новинар на локалном радио Крагујевцу у периоду 1983–1984. Своју академску каријеру у струци у започиње као професор социологије у првој крагујевачког гимназији, у којој ради до 1986. Након тога годину дана ради у Средњој школи у Тополи. Као професор најдужи стаж и искуство стиче у својој родној Рачи крај Крагујевца где ради у периоду између 1987–2004. године. Функцију директора Средње школе у Рачи обавља у периоду између 2004–2013. године. Такође, ради и као професор на МБС у Београду у периоду  2011–2012. Затим, као доцент држи наставу на Факултету за хотелијерство и туризам у Врњачкој Бањи – Универзитет у Крагујевцу. у периоду 2013–2017. где стиче академско звање ванредни професор 2017. до данас.

## Академски рад
Истраживачка и лична интересовања професора Павловића су бројна почев од предузетништва, туризма, новинарства, културе, менаџмента, спорта па све до пословних комуникација. Зато и не чуди што је ангажован као професор на више предмета у оквиру свог дугогодишњег рада у оквиру Факултет за хотелијерство и туризам у Врњачкој Бањи.

## Организације
Од многобројних организација члан је 
- Друштво економиста Крагујевца[4] (ДЕК)
- Научно друштво аграрних економиста Балкана[5] (НДАЕБ)

### Учешће на пројектима од јавног значаја
- Proposal 516729-TEMPUS-1-2011-1-RS-TEMPUS-JPCR - Tempus IV 4th call for proposals EACEA/32/2010